# Haliophasma pseudocarinata
Haliophasma pseudocarinata är en kräftdjursart som beskrevs av Barnard 1940. Haliophasma pseudocarinata ingår i släktet Haliophasma och familjen Anthuridae. Inga underarter finns listade i Catalogue of Life.